# العلاقات عبر مضيق تايوان

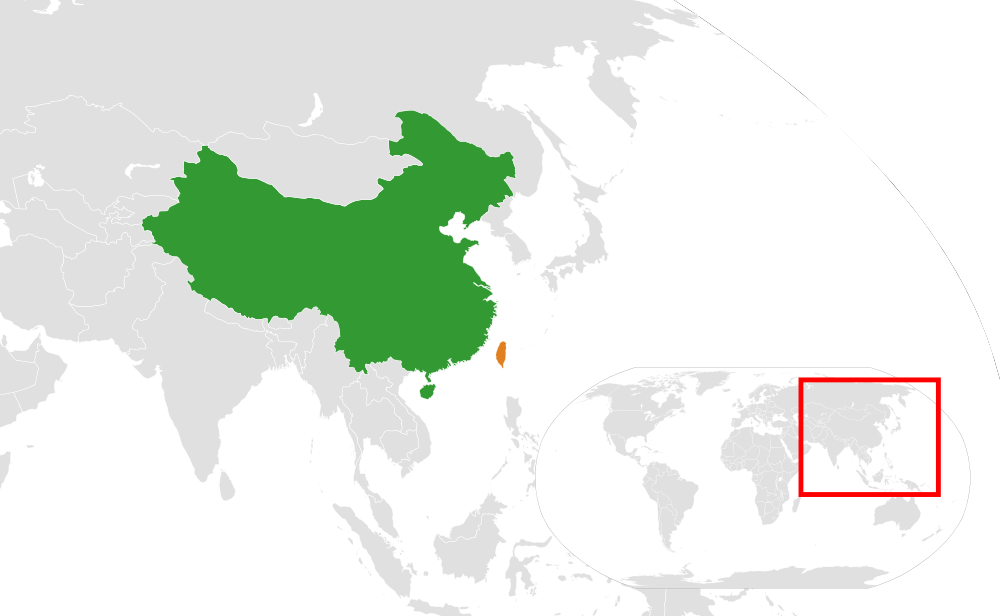

تشير العلاقات عبر مضيق تايوان (تسمى أحيانًا العلاقات بين البر الرئيسي وتايوان أو العلاقات بين تايوان والصين) إلى العلاقة بين الكيانين السياسيين التاليين، واللذين يفصل بينهما مضيق تايوان في غرب المحيط الهادئ:
- جمهورية الصين الشعبية (PRC)، والمعروفة باسم «الصين».
- جمهورية الصين (ROC)، والمعروفة باسم «تايوان».

تُعد العلاقات بين البلدين معقدةً ومثيرةً للجدل بسبب الخلاف حول الوضع السياسي لتايوان بعد انتقال إدارة تايوان من اليابان في نهاية الحرب العالمية الثانية في عام 1945، وانقسام الصين لاحقًا إلى الكيانين السابقين أعلاه في عام 1949 نتيجة الحرب الأهلية الصينية. تقوم العلاقات بينهما على سؤالين رئيسيين: ما إذا كان الكيانان دولتان منفصلتان (إما «تايوان» و«الصين» أو دولتان صينيتان: «جمهورية الصين» و«جمهورية الصين الشعبية») أو «منطقتين» أو أجزاء من نفس البلد (أي «صين واحدة») مع تنافس الحكومتين. يعتبر التعبير الإنجليزي «العلاقات عبر مضيق تايوان» مصطلحًا محايدًا يتجنب الإشارة إلى الوضع السياسي لأي من الجانبين.
نُقلت إدارة تايوان من إمبراطورية اليابان إلى جمهورية الصين (ROC) في نهاية الحرب العالمية الثانية في عام 1945، على الرغم من وجود تحفظ قانوني بشأن اللغة المستعملة في معاهدة سان فرانسيسكو (معاهدة السلام مع اليابان). تراجعت حكومة جمهورية الصين بقيادة الكومينتانغ (KMT) إلى تايوان وأنشأت العاصمة المؤقتة في تايبيه في عام 1949، مع تحول الحرب الأهلية الصينية بشكل حاسم لصالح الحزب الشيوعي الصيني (CPC)، بينما أعلن الحزب الشيوعي الصيني تأسيس حكومة جمهورية الصين الشعبية (PRC) في بكين. لم تُوقع أي هدنة أو معاهدة سلام على الإطلاق، ويستمر الجدل حول ما إذا كانت الحرب الأهلية قد انتهت رسميًا أم لا.
اتسمت العلاقات بين الحكومتين في بكين وتايبيه منذ ذلك الحين بمحدودية الاتصال والتوتر وعدم الاستقرار، واستمرت الصراعات العسكرية في السنوات الأولى، بينما تنافست الحكومتان دبلوماسيًا على أن تكونا «الحكومة الشرعية للصين». حولت المسألة المتعلقة بالوضع السياسي والقانوني لتايوان التركيز إلى الاختيار بين التوحيد السياسي الشيوعي مع جمهورية الصين الشعبية (على غرار ما حدث في فيتنام سنة 1975) أو الاستقلال التايواني القانوني بعد إضفاء الطابع الديمقراطي على تايوان (على غرار ما حدث مع كوريا الجنوبية سنة 1948). ما تزال جمهورية الصين الشعبية معاديةً لأي إعلان رسمي عن الاستقلال وتحتفظ بمطالبتها بشأن تايوان.
في الوقت نفسه، زادت التبادلات غير الحكومية وشبه الحكومية بين الجانبين، وبدأت منذ عام 2008 المفاوضات لإعادة الروابط الثلاثة (البريد، والنقل، والتجارة) بين الجانبين، والتي انقطعت منذ عام 1949. اقتصرت الاتصالات الدبلوماسية بين الجانبين بشكل عام على إدارات الكومينتانغ في تايوان. ومع ذلك، استمرت المفاوضات حول الأمور العملية من خلال القنوات غير الرسمية خلال إدارات الحزب الديمقراطي التقدمي.

## نبذة تاريخية

### قبل عام 1949
يضمن التاريخ المبكر للعلاقات عبر مضيق تايوان تبادل الثقافات والمواطنين والتكنولوجيا. ومع ذلك، لم تدرج أي سلالة صينية تايوان رسميًا في العصور القديمة. جذبت تايوان انتباه المستكشفين البرتغاليين الأوائل في القرنين السادس عشر والسابع عشر، ومن ثم الهولنديين والإسبان. أسس الهولنديون أول مستوطنة لهم في تايوان في عام 1624، وهزم كوتشينغا، الموالي لسلالة مينغ، حكام تايوان الهولنديين في عام 1662، واستولى على الجزيرة، وأسس أول نظام رسمي للصينيين الهان في تايوان. استخدم خلفاء كوتشينغا تايوان كقاعدة لشن غارات على الصين ضد أسرة تشينغ المانشوية. ومع ذلك، هزمتهم قوات تشينغ في عام 1683. دُمجت تايوان في مقاطعة فوجيان في العام التالي، وأولت الحكومة الإمبراطورية القليل من الاهتمام لتايوان على مدى القرنين التاليين.[بحاجة لمصدر]
تغير الوضع في القرن التاسع عشر، حيث ازدادت تطلعات القوى الأخرى إلى تايوان بسبب موقعها الاستراتيجي ومواردها. بدأت الإدارة في تنفيذ حملة التحديث كرد على ذلك، وأُعلن عن تأسيس مقاطعة فوجيان-تايوان بمرسوم إمبراطوري في عام 1887. أصبحت تايوان في غضون 10 سنوات واحدةً من أكثر المقاطعات حداثةً في الإمبراطورية. ومع ذلك، فقد تجاوز سقوط تشينغ التطور في تايوان، وتنازلت حكومة الإمبراطورية عن تايوان لليابان إلى الأبد بعد هزيمتها في الحرب الصينية اليابانية الأولى في عام 1895. قاوم الموالون لأسرة تشينغ الحكم الياباني لفترة وجيزة تحت راية «جمهورية تايوان»، ولكن سرعان ما قمعتهم السلطات اليابانية.
حكمت اليابان تايوان حتى عام 1945، وكانت تايوان خلال هذا الوقت جزءًا من الإمبراطورية اليابانية، كولاية قضائية أجنبية مرتبطة بإمبراطورية تشينغ الأولى، وجمهورية الصين بعد عام 1912. هُزمت اليابان في الحرب العالمية الثانية وسلمت قواتها في تايوان إلى الحلفاء في عام 1945، مع جمهورية الصين، ليحكمها الكومينتانغ (حزب الكومينتانغ)، ويستولي على الجزيرة. تميزت فترة حكم الكومينتانغ للصين بعد الحرب (1945- 1949) في تايوان بالصراع بين السكان المحليين وسلطة الكومينتانغ الجديدة. تمرد التايوانيين ضدهم في 28 فبراير 1947 في حادثة 28 فبراير، والتي قمعها حزب الكومينتانغ بشكل عنيف. زرعت بذور حركة استقلال تايوان في ذلك الوقت.
سرعان ما انغمست الصين في حرب أهلية واسعة النطاق في عام 1949، وتحولت الحرب بشكل حاسم ضد حزب الكومينتانغ ولصالح الحزب الشيوعي الصيني. أعلن الحزب الشيوعي الصيني بقيادة الرئيس ماو تسي تونغ تأسيس جمهورية الصين الشعبية في بكين في الأول من أكتوبر عام 1949. تراجعت حكومة جمهورية الصين الرأسمالية إلى تايوان، وأعلنت في نهاية المطاف أن تايبيه عاصمتها المؤقتة في ديسمبر 1949.

### الموقف العسكري والحرب الدبلوماسية (1949-1979)
استمرت الحكومتان في حالة حرب حتى عام 1979. أُحبطت محاولة جمهورية الصين الشعبية للسيطرة على جزيرة كنمن التي تسيطر عليها جمهورية تايوان في معركة كونينغتو، وتم إيقاف تقدم جيش التحرير الشعبي باتجاه تايوان، في شهر أكتوبر عام 1949. تغلبت قوات جمهورية الصين على قوات جمهورية الصين الشعبية في معركة جزيرة دنغبو في 3 نوفمبر عام 1949، لكنها أُجبرت على التراجع لاحقًا بعدما تفوقت جمهورية الصين الشعبية جويًا. كانت عمليات الشيوعيين البرمائية أكثر نجاحًا في عام 1950: نتج عنها غزو شيوعي لجزيرة هاينان في أبريل عام 1950، والاستيلاء على جزر وانشان قبالة ساحل غوانغدونغ (مايو-أغسطس 1950) وعلى جزيرة زوشان قبالة جيجيانغ (مايو 1950). كانت النتيجة نفسها في معركة جزيرة دونغ شان بتاريخ 11 مايو 1950، إضافة إلى معركة جزيرة نانبينغ في سبتمبر وأكتوبر من العام نفسه. من ناحية ثانية، فازت جمهورية الصين بمعركة جزيرة نانري في عام 1950 بدعم من الولايات المتحدة. لاحقًا في ذلك العام، فاز الشيوعيون بمعركة نانبينغ أرشيبيلاغو، إضافة إلى معركة جزر دالوشان وحملة جزيرة دونغ شان، وكلاهما في عام 1953.
أعلنت جمهورية الصين عن «إغلاق» جميع الموانئ الصينية في يونيو عام 1949، وحاول أسطولها البحري اعتراض جميع السفن الأجنبية. امتد الإغلاق من نقطة في شمال مصب نهر مين في مقاطعة فوجيان إلى مصب نهر ليا في مانشوريا. بما أن شبكة السكك الحديدية الصينية كانت متخلفةً، فقد اعتمدت التجارة بين الشمال والجنوب بشكل كبير على الممرات البحرية. سببت أيضًا النشاطات البحرية لجمهورية الصين أذىً كبيرًا للصيادين الصينيين.
بعد خسارة الصين، هربت مجموعة مؤلفة تقريبًا من 12 ألف جندي من حزب الكومينتانغ إلى بورما واستمروا في شن هجمات حرب العصابات على جنوب الصين. دفعت حكومة جمهورية الصين لقائدهم لي مي أجرًا، ومنحته اللقب الاسمي لحاكم يونان. دعمت الولايات المتحدة في البداية هؤلاء المتبقين وقدمت لهم وكالة الاستخبارات المركزية المساعدة. بعدما ناشدت حكومة بورما الأمم المتحدة في عام 1953، بدأت الولايات المتحدة بالضغط على جمهورية الصين لسحب الموالين لها. بحلول نهاية عام 1954، غادر نحو 6000 جندي بورما وأعلن لي مي عن حل جيشه. من ناحية ثانية، بقي الآلاف منهم واستمرت جمهورية الصين بدعمهم وقيادتهم، حتى أنها قدمت تعزيزات سرية في بعض الأوقات.
حارب ضباط جيش الكومنتانغ المسلمين تمرد كومنتانغ الإسلامي في الصين (1950-1958) ورفضوا الاستسلام للشيوعيين طوال خمسينيات وستينيات القرن العشرين.
أعيد خلال الحرب الكورية، بعض الأسرى من الجنود الصينيين الشيوعيين، الذي كان الكثير منهم في الأصل جنود في حزب الكومنتانغ، إلى تايوان بدلًا من الصين. استمرت قوات حرب العصابات التابعة للكومنتانغ في شن غارات عبر حدودية على جنوب غرب الصين في بداية خمسينيات القرن العشرين. شنت حكومة جمهورية الصين عددًا من الغارات الجوية على مدن ساحلية رئيسية في الصين مثل شانغهاي.
اعتبرت جمهورية الصين أن جذرها المتبقية في فوجيان ذات أهمية حيوية لدعم أي حملة مستقبلية لهزيمة جمهورية الصين الشعبية واستعادة الصين، رغم أن الولايات المتحدة اعتبرت أنها تشكل عائقًا عسكريًا. بدأت أزمة مضيق تايوان الأولى في 3 سبتمبر عام 1954، عندما بدأ جيش التحرير الشعبي بقصف كويموي وهددوا بالاستيلاء على جزر داخن. استولى جيش التحرير الشعبي على جزيرة ييجيانغشان بتاريخ 20 يناير عام 1955، وقتل أو جرح كامل جنود الحامية العسكرية التايوانية البالغ عددهم 720 الذين كانوا يدافعون عن الجزيرة. أصدر الكونغرس الأمريكي بتاريخ 24 يناير من العام نفسه، قرار فورموزا الذي يمنح السلطة للرئيس بالدفاع عن الجزر البحرية التابعة لجمهورية الصين. انتهت أزمة مضيق تايوان الأولى في مارس 1955 عندما أوقف جيش التحرير الشعبي عمليات القصف. وصلت الأزمة إلى نهايتها من خلال مؤتمر باندونغ.
بدأت أزمة مضيق تايوان الثانية في 23 أغسطس عام 1958 مع حدوث اشتباكات بحرية وجوية بين القوات العسكرية لجمهورية الصين وجمهورية الصين الشعبية، مؤدية إلى قصف مدفعي مكثف لكويموي (من قبل جمهورية الصين الشعبية) وأموي (من قبل جمهورية الصين)، وانتهى في نوفمبر من العام نفسه. أحاطت قوارب الخفر التابعة لجيش التحرير الشعبي الجزر لحمايتها من سفن الإمداد التابعة لجمهورية الصين. رغم أن الولايات المتحدة رفضت اقتراح شيانغ كاي-شيك بقصف بطاريات المدفعية الصينية، غير أنها تحركت بسرعة لإمداد جمهورية الصين بالطائرات المقاتلة والصواريخ المضادة للطائرات. قدمت أيضًا سفن الحرب البرمائية للدعم أرضًا، في حين كانت هناك سفينة بحرية مغمورة تابعة لجمهورية الصين تغلق الميناء. رافقت الولايات المتحدة قافلة من سفن الإمداد التابعة لجمهورية الصين بتاريخ 7 سبتمبر، وامتنعت جمهورية الصين الشعبية حينها عن إطلاق النار. أعلنت جمهورية الصين الشعبية في 25 أكتوبر «وقف إطلاق النار في الأيام الزوجية»- وكان جيش التحرير الشعبي يقصف كويمي في الأيام الفردية فقط.
على الرغم من انتهاء الأعمال العدائية، فإن الطرفين لم يوقعا أبدًا أي اتفاق أو معاهدة لإنهاء الحرب بصورة رسمية.
أصبحت «الحرب» بعد خمسينيات القرن العشرين رمزية أكثر من كونها حقيقة، متمثلةً بالقصف المدفعي المتذبذب تجاه كنمن ومنها. استُبدلت القذائف الحية في السنوات اللاحقة بالصحائف الدعائية. توقف القصف أخيرًا بعد إنشاء علاقات دبلوماسية بين جمهورية الصين الشعبية والولايات المتحدة.
توقفت خلال هذه الفترة حركة الأشخاص والبضائع تقريبًا بين الأراضي التي تسيطر عليها جمهورية الصين والتي تسيطر عليها جمهورية الصين الشعبية. كان هناك منشقون من حين لآخر. كان أحد المنشقين البارزين هو جوستين ييفو لين، الذي سبح عبر مضيق كنمن إلى الصين وكان كبير الاقتصاديين ونائب رئيس البنك الدولي منذ عام 2008 حتى عام 2012.
توقع معظم المراقبون أن تسقط حكومة تشيانغ ردًا على الغزو الشيوعي لتايوان، ولم تبدِ الولايات المتحدة في البداية أي اهتمام بدعم حكومة تشيانغ في موقفها النهائي. تغيرت الأمور بشكل تدريجي مع اندلاع الحرب الكورية في يونيو عام 1950. أصبح السماح بنصر شيوعي كامل على تشيانج غير ممكن سياسيًا في الولايات المتحدة، وأمر الرئيس هاري إس ترومان الأسطول الأمريكي السابع بالدخول إلى مضيق تايوان لمنع قوات جمهورية الصين وجمهورية الصين الشعبية من مهاجمة بعضهما البعض.
بعد أن اشتكت جمهورية الصين للأمم المتحدة ضد الاتحاد السوفييتي الذي يدعم جمهورية الصين الشعبية، تم إصدار قرار الجمعية العامة للأمم المتحدة رقم 505 في 1 فبراير عام 1952 لإدانة الاتحاد السوفييتي.
أطلق تشيانغ كاي-شيك بين عامي 1961-1972 مشروع المجد الوطني، وهو عبارة عن خطة لاستعادة البر الرئيسي للصين. أغرق زورق طوربيد تابع لبحرية جيش التحرير الشعبي سفينة تشانج تشانج الحربية البحرية في مهمة لنقل القوات الخاصة إلى جزيرة دونغ شان من أجل عملية جمع معلومات استخباراتية، وقتل نحو 200 جندي. في نوفمبر من عام 1956، أُغرقت سفينة البحرية الصينية لين هواي بالقرب من جزيرة ماغونغ في مهمة لإحضار الجنود المجروحين من جزيرتي بينغو ووكيو الساحليتين لتايوان. تخلى تشانغ كاي-شيك بعد ذلك عن العملية.
استمر الاعتراف بحكومة جمهورية الصين من النحية الدبلوماسية على أنها الحكومة الشرعية للصين وتايوان من قبل معظم حكومات الناتو خلال هذه الفترة، وحتى عام 1971 تقريبًا. اعترفت دول الكتلة السوفييتية، وأعضاء حركة عدم الانحياز وبعض الدول الغربية كالمملكة المتحدة وهولندا بحكومة جمهورية الصين الشعبية. طالبت كلا الحكومتين أن تكونا الحكومة الشرعية للصين، وصنفت الأخرى على أنها غير شرعية. انتشرت دعايات الحرب الأهلية في مناهج التعليم. صور كل طرف منهما أن الشعب في الطرف الآخر يعيش حياةً تشبه الجحيم. كان كل طرف يدعو الآخر في وسائل الإعلام الرسمية ب«قطاع الطرق». قمعت جمهورية الصين أيضًا التعابير الداعمة للهوية التايوانية أو استقلال تايوان.
انخرطت كل من جمهورية الصين الشعبية وجمهورية الصين في حرب بالوكالة مع دول أخرى للحقول على النفوذ والحلفاء. كان يقدمون إما قوات بالوكالة أو مساعدات عسكرية أو دعمًا أثناء النزاع، من أجل دعم مصالحهم. تشمل بعض أبرز تلك النزاعات: الصراع الداخلي في ماينمار، الحرب الكورية، والحرب الأهلية اللاوسية، وتمردات هونغ كونغ عام 1956، والتمرد الشيوعي في تايلند، وحادثة 12-3 وأعمال الشغب اليسارية في هونغ كونغ عام 1967 وحرب الجبهة (حرب المناطق الوسطى).